# Sávos fásgereben
A sávos fásgereben (Hydnellum concrescens) a Bankeraceae családba tartozó, Eurázsiában és Észak-Amerikában elterjedt, lombos erdőkben élő, nem ehető gombafaj. 

## Megjelenése
A sávos fásgereben kalapja 2-6 (8) cm átmérőjű, alakja fiatalon széles domború, majd laposan vagy középen benyomottan kiterül. A szomszédos kalapokkal gyakran összenő, szabálytalan telepeket alkot. Felszíne finoman szőrös vagy majdnem csupasz; sugarasan ráncos, gyűrött. Színe középen vörösbarna, a kalap világosbarna, széle fehéres, koncentrikusan zónázott.
Húsa bőrszerűen kemény, ruganyos. Színe rózsaszínes vagy barnás vagy ezen árnyalatokból zónázott. Szaga lisztes, íze keserű. 
Tönkre lefutó termőrétege tüskés. A tüskék 1-3 mm hosszúak. Színük eleinte fehéres majd barnásra, barnára sötétednek.  
Tönkje 2-4 cm magas és 0,5-2 cm vastag. Alakja lefelé fokozatosan keskenyedő. Színe világosbarna.
Spórapora barna. Spórája majdnem kerekded vagy szabálytalan, mérete 4-7 µm.

### Hasonló fajok
Több Hydnellum és Phellodon fajtól csak mikroszkóppal lehet elkülöníteni. 

## Elterjedése és termőhelye
Eurázsiában és Észak-Amerikában honos. Magyarországon ritka.
Savanyú talajú, mohás lomberdőkben, főleg bükkösökben él, gyakran nagy, összenőtt csoportokban. Júniustól októberig terem. 

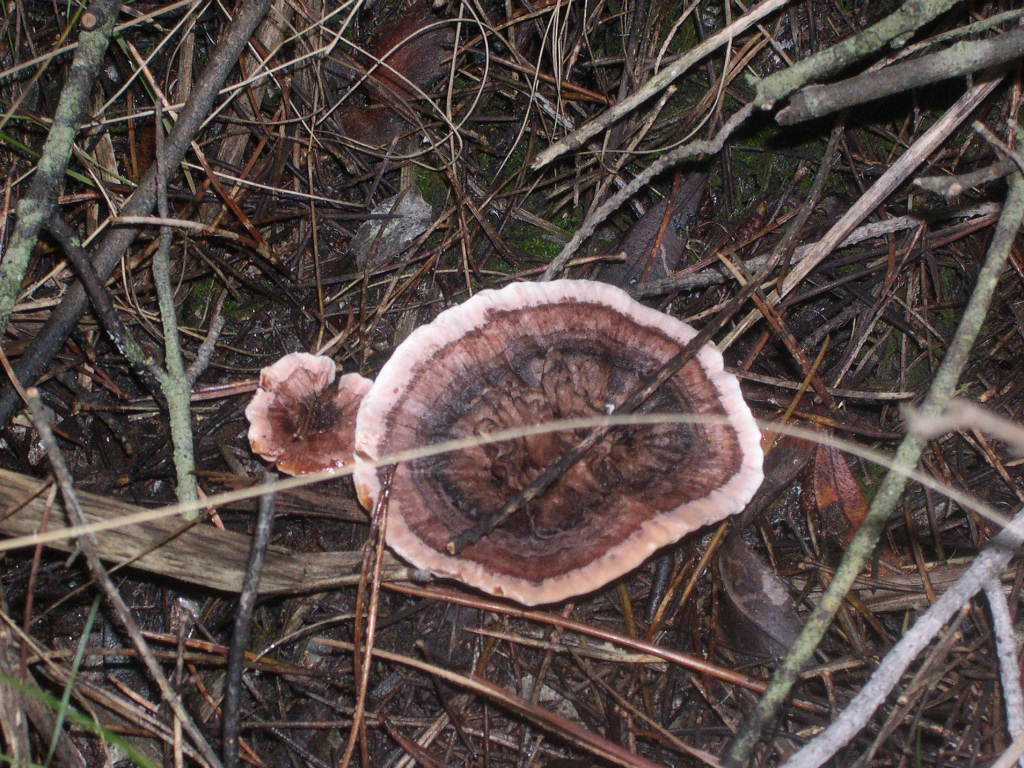
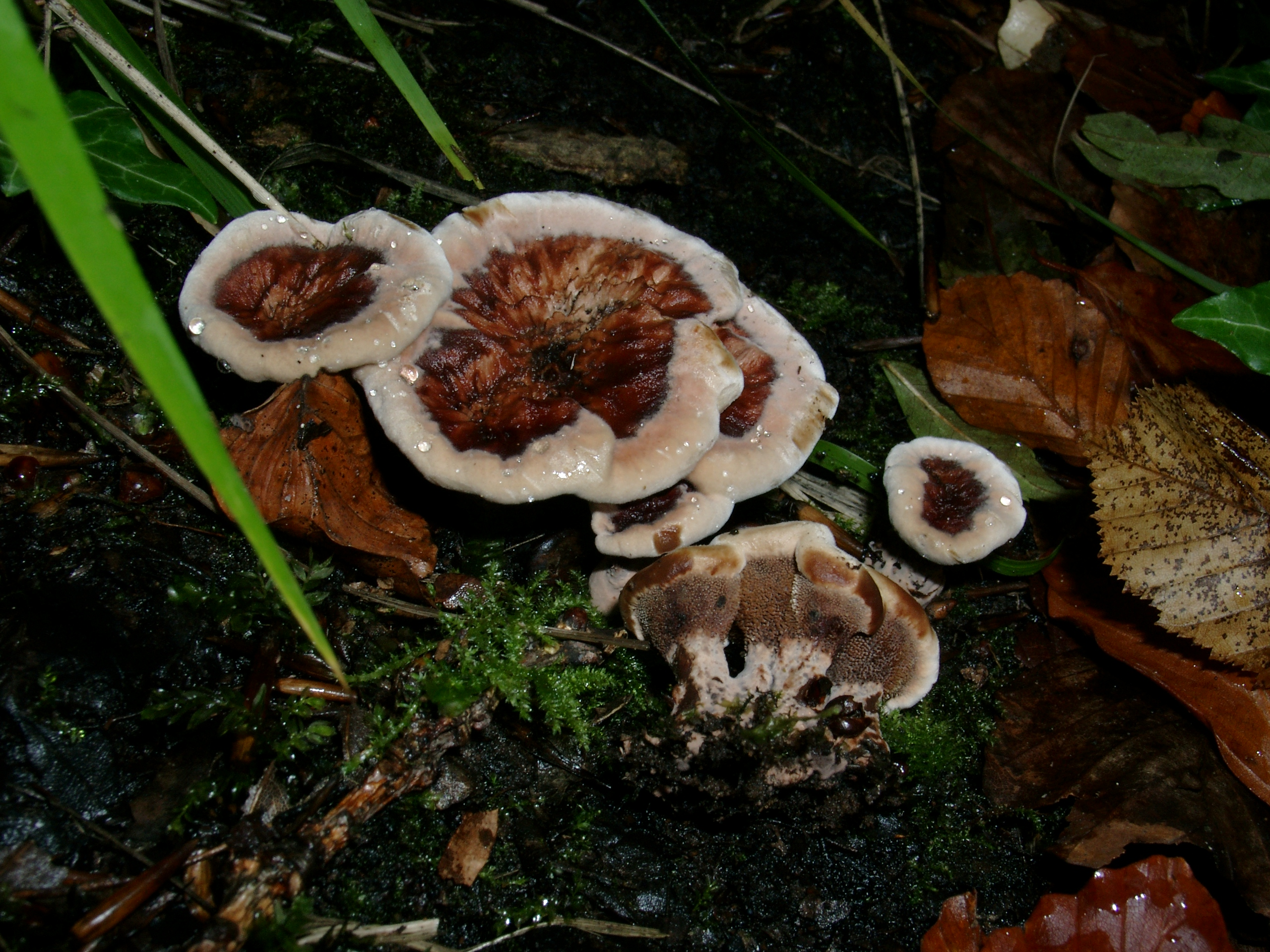
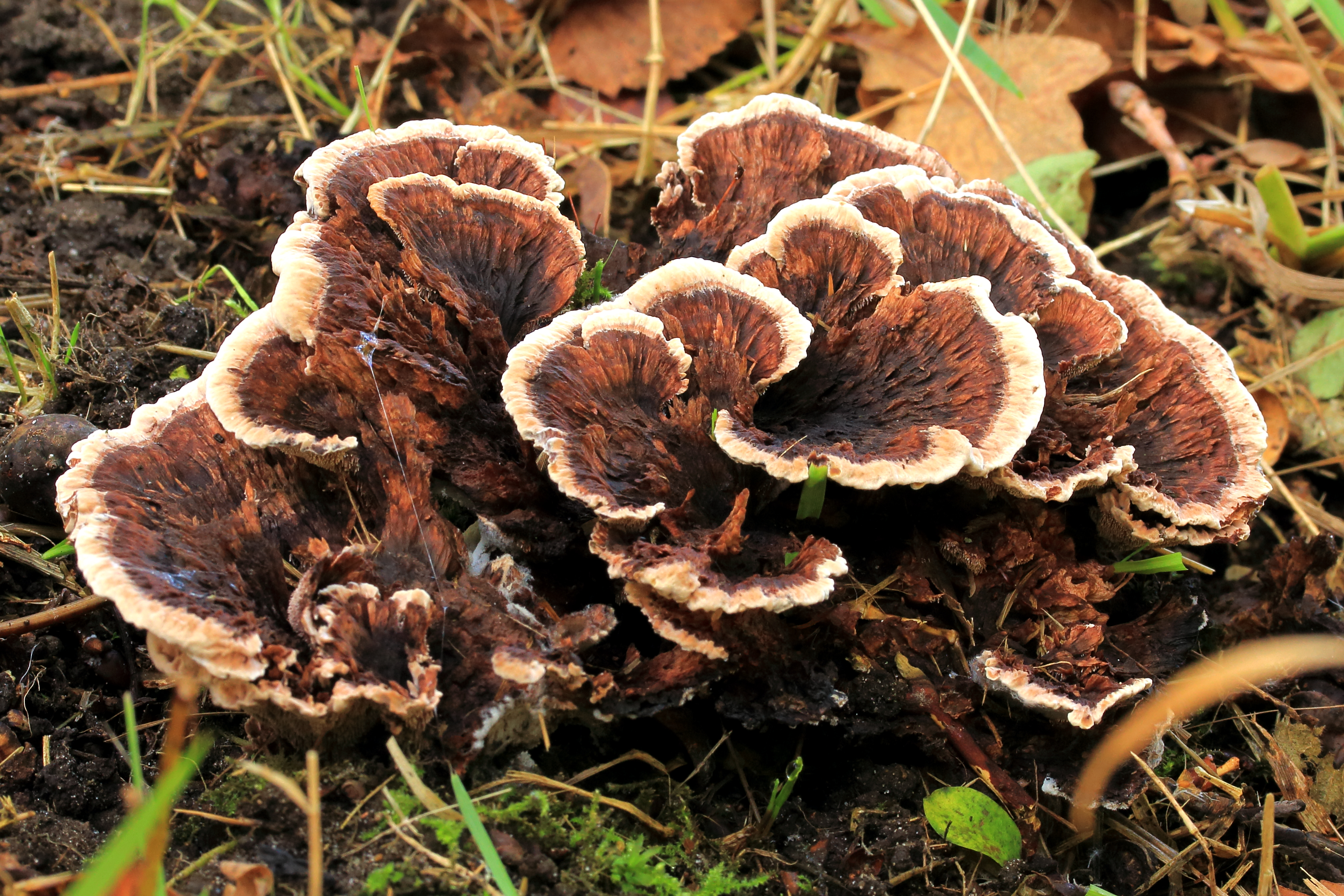
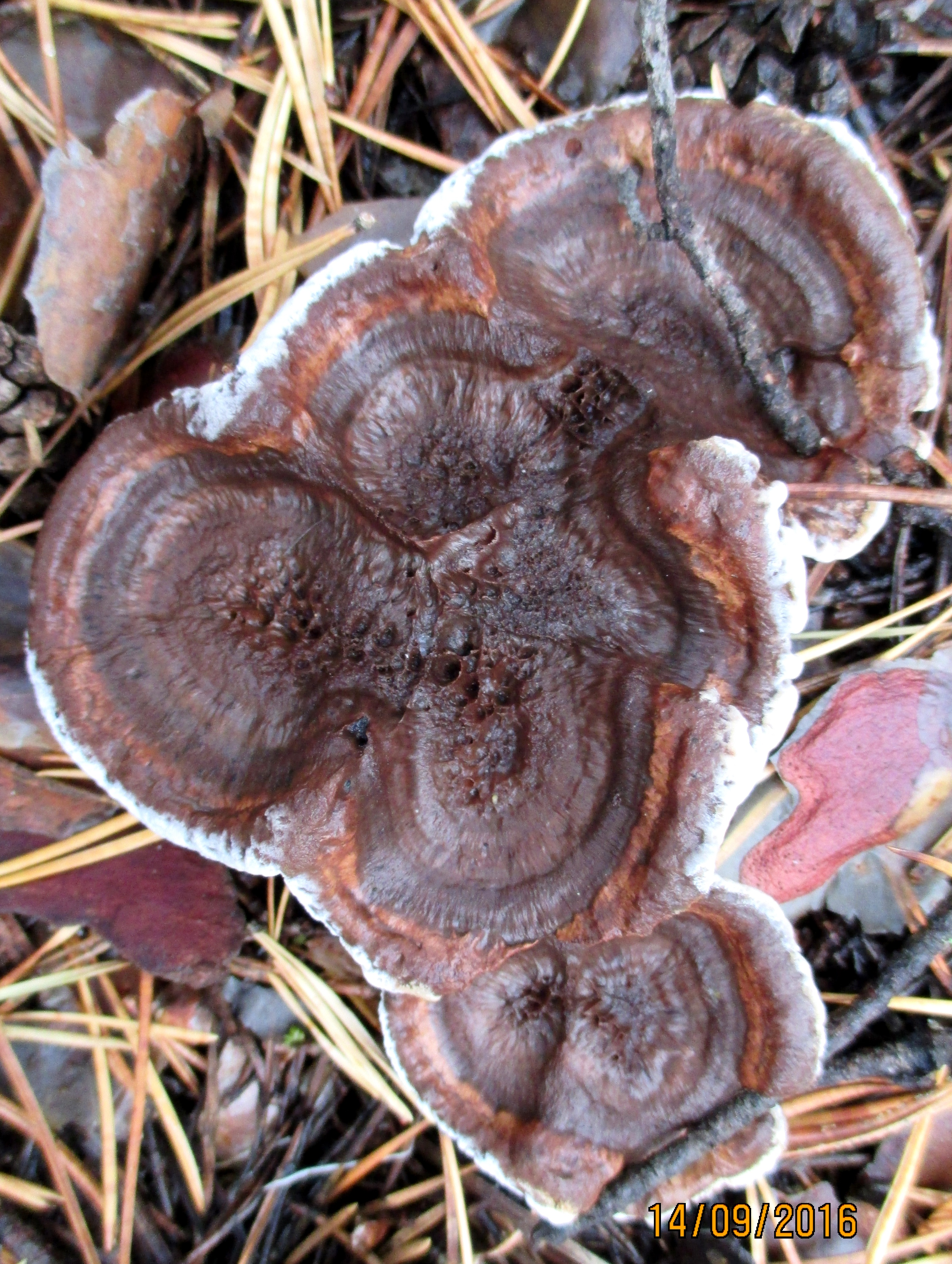
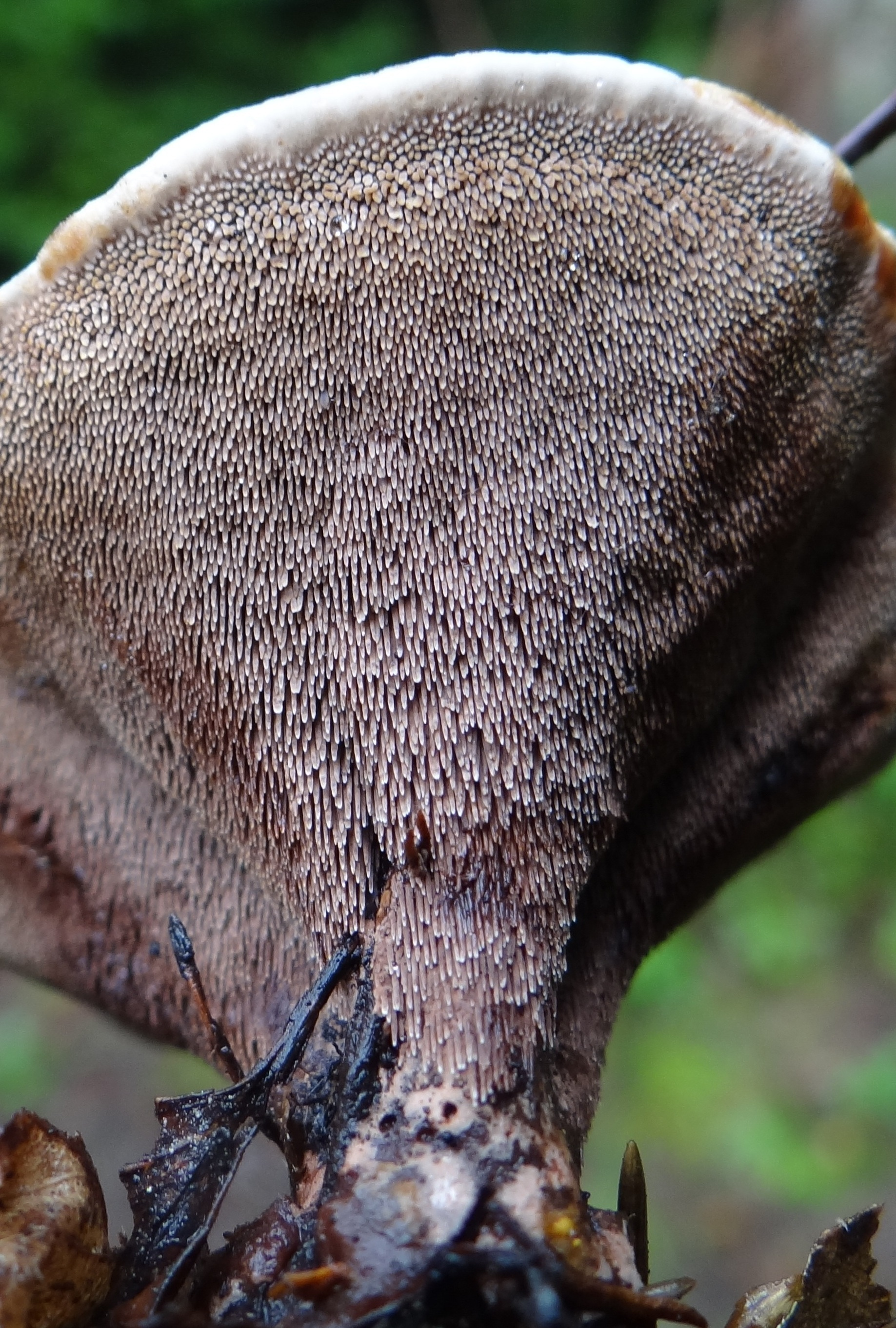

Nem ehető.